# Baccharis rodriguezii
Baccharis rodriguezii là một loài thực vật có hoa trong họ Cúc. Loài này được Ariza mô tả khoa học đầu tiên năm 1973.